# 鳥取IX協議会
鳥取IX協議会（とっとりアイエックスきょうぎかい、略称：ToRino-IX（トリノ アイエックス））は、鳥取県内の商用インターネットサービスプロバイダ（ISP）3事業者によって運営されている地域インターネットエクスチェンジ（IX）。

## 概要
鳥取IX協議会は、鳥取県内の商用インターネットサービスプロバイダ（ISP）3事業者が、相互接続の問題を研究するためのプロジェクトとして2006年2月16日に発足し、その実用化実験の接続点として構築された。
2007年3月15日に鳥取県による県営の地域IXである鳥取情報ハイウェイとの相互接続を開始した。
なお、事務局は株式会社フォーサイトウェーブ（滋賀県草津市）にある。

## 歴史
- 2006年2月16日 コンピュータ・サービス（ペアーズ）を中心に試験運用を開始。
- 2006年4月4日 正式運用を開始。
- 2006年10月2日 サンメディアが参加。
- 2007年3月15日 鳥取情報ハイウェイとの相互接続を開始。

## 参加インターネットサービスプロバイダ
- 株式会社コンピュータ・サービス（ペアーズ）
- 株式会社サンメディア